# Dženan Hošić
Dženan Hošić (Sarajevo, 13. svibnja 1976.) je bosanskohercegovački nogometaš. 